# Toulouse Féminin Handball
Actualités
Le Toulouse Féminin Handball (abrégé TFH) est un club français de handball féminin basé à Toulouse.
Pour la saison 2022/2023, son équipe fanion évolue en Division 2 après avoir été promue de Nationale 1 la saison précédente 2021/2022.
Le club a un effectif d'un peu plus de 290 licenciés. Il comporte une filière complète de formation de jeunes allant de l'école de handball aux -18 ans évoluant en championnat de France ayant pour but d'alimenter ses deux équipes séniors (D2F et Nationale 3)

## Histoire du club
C’est en juin 1980 que le handball féminin toulousain réapparaît au niveau national sous le nom de Toulouse Cheminots Marengo Sports (TCMS). Il deviendra par la suite le Stade Toulousain Handball avant de fusionner avec le Toulouse Union Handball. Depuis juillet 2006, le club est de nouveau indépendant sous le nom de Toulouse Féminin Handball.
Deuxième de Division 2 lors de la saison 2008-2009, le club accède ainsi à l’élite en LFH, première division féminine. Si le club termine la 2009-2010 à une belle 8e place, il est finalement rétrogradé pour raisons économiques et retrouve un statut amateur.

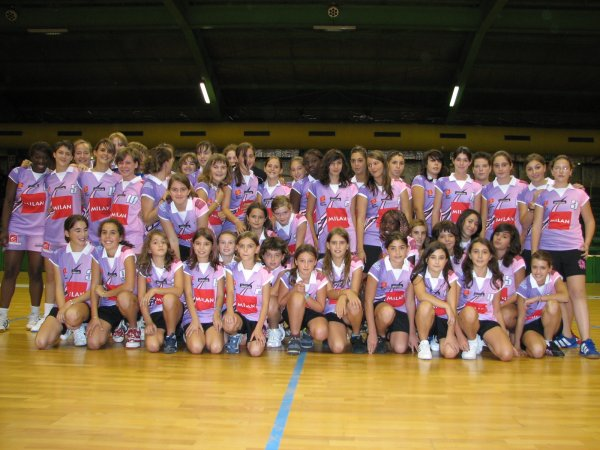
Equipe jeunes 2006/2007

La politique du club est alors basée sur la formation des jeunes. Le Toulouse Féminin Handball accueille ainsi jeunes filles et femmes actives, dans les catégories suivantes : jeunes (-11 ans, -13 ans, -15 ans, -18 ans) ou seniors.

## Palmarès
- Vice-champion de France de Division 2 en 2009

## Bilan par saison

### Seniors
- 1984-1985 Championnes de France N2 – montée en N1B
- 1996-1997 montée en D2
- 1998-1999 vainqueur du barrage face à Béthune et montée en D1
- 2002-2003 descente en D2
- 2003-2004 maintien en N1
- 2004-2005 retour en D2
- 2005-2006 maintien en D2
- 2006-2007 retour en N1
- 2008-2009 Vice-champion de France de D2 et montée en D1
- 2009-2010 8e place de D1, relégation administrative en N2
- 2021-2022 1er de la poule 4 de N1, vainqueur du barrage d'accession face au Stade pessacais UC et montée en D2
- 2022-2023 à venir

### jeunes
- 1985 – 1986 vice-championnes de France – 18 ans
- 1992 – 1993 vice-championnes de France – 18 ans
- 1993 – 1994 Championnes de France en – de 18 ans
- 1999 – 2000 4e en championnat de France – 18 ans
- 2000 – 2001 vice-championnes de France – 18 ans
- 2001 – 2002 4e en championnat de France
- 2002 – 2003 4e en championnat de France
- 2004 - 2005 Qualifiés en challenge
- 2005 - 2006 7e en championnat de France -18ans
- 2006 - 2007 vice-championnes de France - 18 ans
- 2007 - 2008 3e en championnat de France - 18ans

Le club a été au moins 6e fois consécutivement élu « meilleur club formateur » de la ligue Midi Pyrénées.

## Les anciennes joueuses
- Christine Bouillot : Internationale A - vice-Championne d'Europe avec Dijon
- Marion Callavé : joueuse de 2009 à 2010
- Sonia Cendier : joueuse de 1996 à 2000 et de 2009 à 2010, internationale A – championne du monde 2003
- Sophie Herbrecht : joueuse de 2009 à 2010
- Maria Iacob : joueuse de 2000 à 2001
- Vanessa Jelic : joueuse de 2009 à 2010
- Alexandra Lacrabère : joueuse de 2009 à 2010
- Stéphanie Lannes-Jean : joueuse de ? à 2002, internationale universitaire
- Stéphanie Lambert : joueuse de 1998 à 2001, internationale A
- Laura Lerus-Orfèvres : joueuse de 2008 à 2010
- Nathalie Macra : joueuse de ? à 1998, internationale A
- Christelle Manga : joueuse de 2009 à 2010
- Nodjialem Myaro : formée au club jusqu'en 1995, internationale A ex capitaine de l’équipe de France, championne du monde 2003
- Estelle Nze Minko : joueuse de 2009 à 2010
- Katty Piejos : joueuse depuis 2015
- Nathalie Poulet : internationale A, puis membre du staff technique du club
- Julie Toualy : joueuse de ? à ?

## Entraîneurs
- Olivier Orfèvres : 2008–2010
- Ludovic Seutchie : 2022–présent